# West Linga

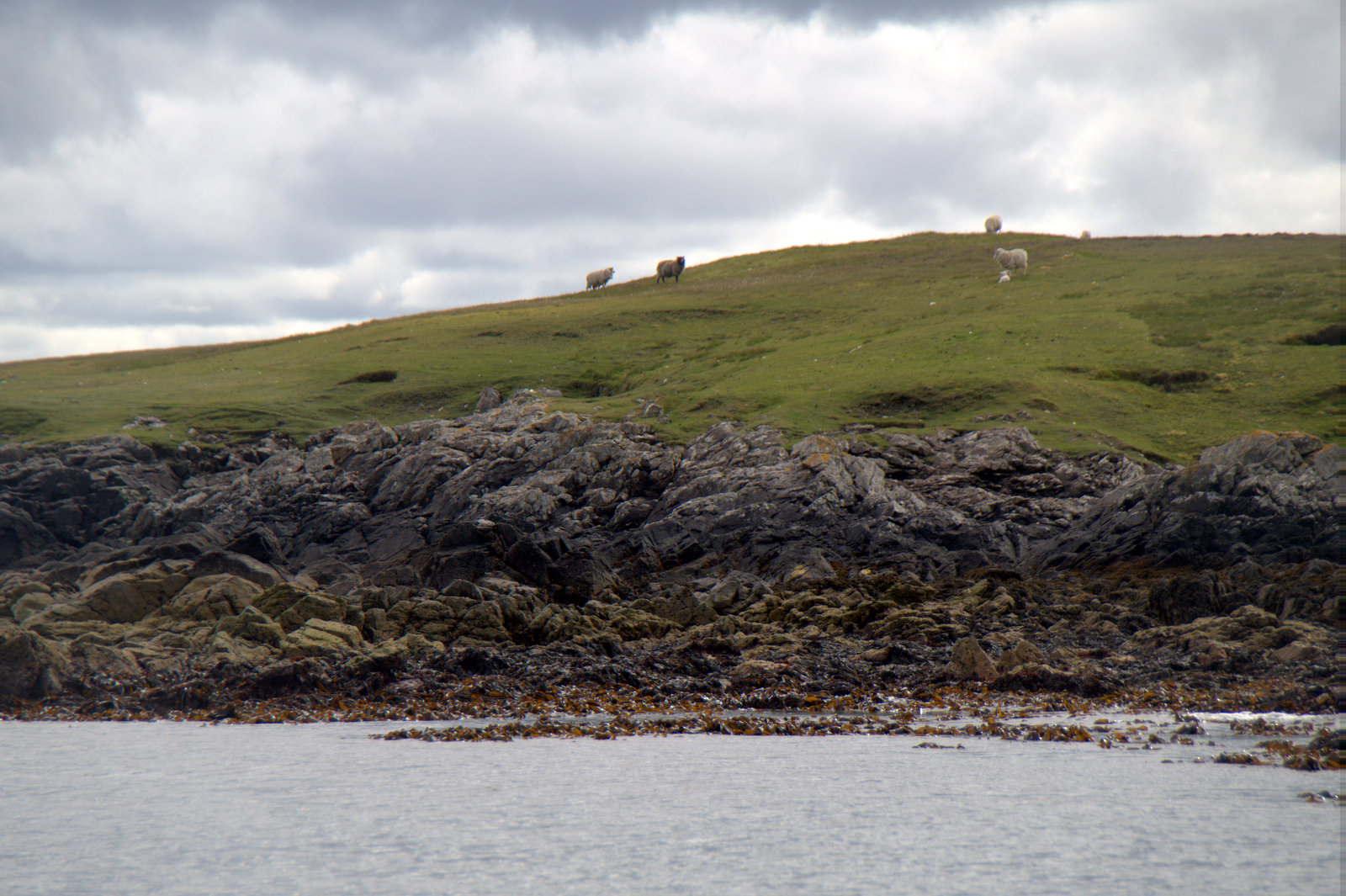
Schafe auf West Linga

West Linga ist eine Insel, die im Nordosten der zu Schottland zählenden Shetlands liegt.

## Geographie
West Linga ist eine unbewohnte Insel, die vor der nordöstlichen Küste der Insel Mainland liegt. Von dieser getrennt wird sie durch den Lunning Sound. Im Osten verläuft der Linga Sound, mit der Insel Whalsay auf der anderen Seite. Die Fläche von West Linga umfasst 127 Hektar.

## Historisches
Im Rahmen der historischen Gliederung Schottlands in Civil Parishes zählt West Linga zu Nesting.